# سبايك غودارد
سبايك غودارد (بالإنجليزية: Spike Goddard)‏ هو سائق سباق أسترالي، ولد في 17 أغسطس 1992.

## وصلات خارجية
- الموقع الرسمي
- سبايك غودارد على موقع DriverDB.com (الإنجليزية)